# Houdemont
Houdemont ist eine französische Gemeinde mit 2.069 Einwohnern (Stand: 1. Januar 2022) im Département Meurthe-et-Moselle in der Region Grand Est (bis 2015 Lothringen). Sie gehört zum Arrondissement Nancy und zum Kanton Jarville-la-Malgrange. Die Einwohner werden Houdemontais genannt.

## Geografie
Houdemont liegt etwa vier Kilometer südlich von Nancy. Umgeben wird Houdemont von den Nachbargemeinden Vandœuvre-lès-Nancy im Westen und Norden, Heillecourt im Nordosten und Osten, Fléville-devant-Nancy im Südosten, Ludres im Süden sowie Chavigny im Westen.
Durch die Gemeinde führen die Autoroute A33 und A330.

## Bevölkerungsentwicklung
| Jahr      | 1962 | 1968 | 1975 | 1982 | 1990 | 1999 | 2006 | 2019 |
| Einwohner | 853  | 870  | 870  | 1553 | 1836 | 2375 | 2477 | 2097 |

## Sehenswürdigkeiten
- Kirche Saint-Goëric, 1855 erbaut, Teile des früheren Kirchbaus aus dem 12. Jahrhundert wurden im Bauwerk wiederverwendet
- Kapelle des Schlosses Chambrun aus dem 19. Jahrhundert
- Schloss La Ronchère
- Schloss Chambrun aus dem 18. Jahrhundert

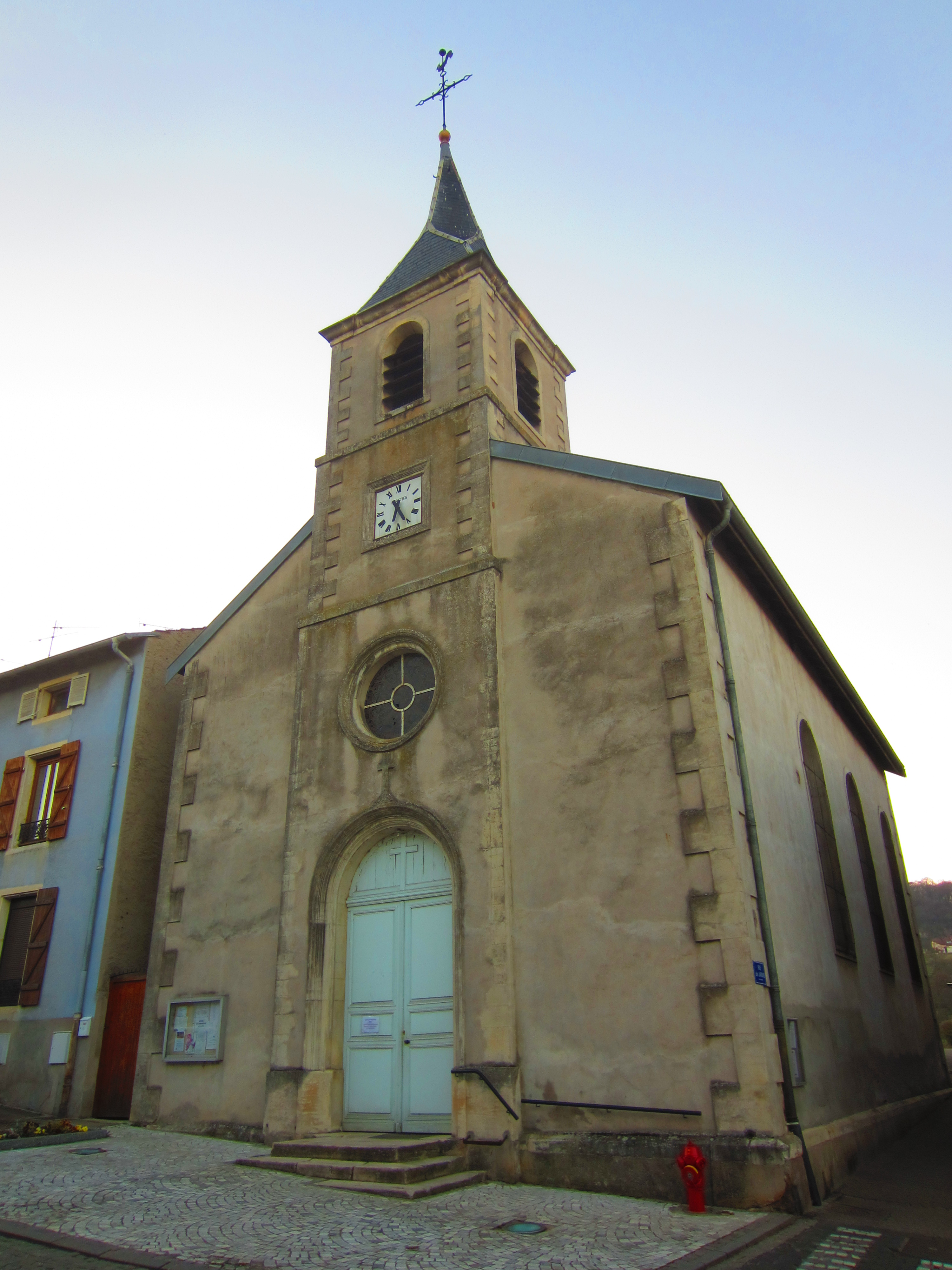
Kirche Saint-Goëric